# 付国强
付国强（1964年9月—），湖北天门人，汉族，中国共产党党员。中华人民共和国政治人物、第十三届全国人民代表大会解放军和武警部队代表。

## 生平
2018年，付国强被选为解放军和武警部队出席第十三届全国人民代表大会代表。
歷任中國人民解放軍北部戰區副司令員